# Sydney Park
Sydney Park (Filadelfia, 31 ottobre 1997) è un'attrice statunitense.
È meglio conosciuta per i suoi ruoli in The Walking Dead, Instant Mom e Pretty Little Liars: The Perfectionists.

## Biografia
La Park nasce a Philadelphia.
Ottiene il suo primo ruolo nella sit-com Raven nel 2006. Nel 2010, Park interpreta la figlia adottiva della detective Jo Danville nella serie televisiva CSI: NY.
Dal 2013 al 2015, Park interpreta Gabby in Instant Mom.
Dal 2016 interpreta Cyndie nella serie The Walking Dead.
Nel marzo 2018, è stato annunciato che Park sarebbe stata la protagonista della serie Pretty Little Liars: The Perfectionists, spin-off di Pretty Little Liars, nel ruolo di Caitlin Park-Lewis.
Nel 2019 appare in Santa Clarita Diet.

## Filmografia

### Attrice

#### Cinema
- In due per la vittoria (The Cutting Edge:Going for the Gold), regia di Sean McNamara (2006)
- Wish Upon, regia di John R. Leonetti (2017)
- Girl Power - La rivoluzione comincia a scuola (Moxie), regia di Amy Poehler (2021)
- C'è qualcuno in casa tua, regia di Patrick Brice (2021)
- First love, regia di A.J. Edwards (2022)

#### Televisione
- Raven (That's So Raven) – serie TV, episodi 4x01–4x10–4x18 (2006)
- Entourage – serie TV, episodio 3x16 (2007)
- Hannah Montana – serie TV, episodio 3x02 (2008)
- Provaci ancora Gary (Gary Unmarried) – serie TV, episodio 2x10 (2009)
- Padre in affitto (Sons of Tucson) – serie TV, episodio 1x09 (2010)
- CSI: NY – serie TV, 4 episodi (2010–2013)
- Mamma in un istante (Instant Mom) – serie TV, 63 episodi (2013–2015)
- I Thunderman (The Thundermans) – serie TV, episodio 2x06 (2014)
- Una pazza crociera (One Crazy Cruise), regia di Michael Grossman – film TV (2015)
- Nicky, Ricky, Dicky & Dawn – serie TV, episodio 2x06 (2015)
- Bella e i Bulldog (Bella and the Bulldogs) – serie TV, episodio 1x16 (2015)
- The Walking Dead – serie TV, 12 episodi (2016-2019)
- Lifeline – serie TV, 8 episodi (2017)
- Knight Squad - serie TV, come guest star
- Santa Clarita Diet – serie TV, 5 episodi (2019)
- Pretty Little Liars: The Perfectionists – serie TV, 10 episodi (2019)
- Will Trent – serie TV, episodi 1x12-1x13-2x05 (2023-2024)

### Doppiatrice
- Spirit Riding Free – serie TV, 49 episodi (2017–2020)

## Doppiatrici italiane
Nelle versioni in lingua italiana dei film da lei interpretati, Sydney Park è stata doppiata da:
- Lucrezia Marricchi in Santa Clarita Diet
- Joy Saltarelli in The Walking Dead
- Sara Labidi in CSI: NY
- Giulia Franceschetti in First Love
- Marta Giannini in Girl Power - La rivoluzione comincia a scuola
- Giulia Catania in Pretty Little Liars: The Perfectionists
- Luisa D'Aprile in C'è qualcuno in casa tua
- Deborah Morese in Mamma in un istante
- Martina Felli in Una pazza crociera
- Virginia Brunetti in Will Trent

Come doppiatrice, è stata sostituita da:
- Chiara Oliviero in Spirit: Avventure in libertà